# Sally Cinnamon
Sally Cinnamon — це внеальбомний сингл/мініальбом гурту «The Stone Roses», виданий восени 1987 року.

## Композиції
Всі пісні написані Брауном та Сквайром.

### Original 1987 release
12 inch single
1. «Sally Cinnamon» — 3:27
2. «Here It Comes» — 2:45
3. «All Across the Sands» — 2:41

### 1989 re-issue
7 inch single
1. «Sally Cinnamon» — 2:53
2. «Here It Comes» — 2:45

12 inch single
1. «Sally Cinnamon» — 3:27
2. «Here It Comes» — 2:45
3. «All Across the Sands» — 2:41

CD single
1. «Sally Cinnamon (Single Mix)» — 2:53
2. «Sally Cinnamon (12» Mix)" — 3:27
3. «Here It Comes» — 2:45
4. «All Across the Sands» — 2:41

### 2005 re-issue
Disc 1: (CD)
1. «Sally Cinnamon (Single Mix)» — 2:53
2. «Here It Comes» — 2:45
3. «All Across the Sands» — 2:41
4. «Sally Cinnamon (12 inch Single Mix)» — 3:27

Disc 2: (DVD)
1. «Sally Cinnamon» (Video)

## Чарти
| Чарт           | Найвища позиція |
| -------------- | --------------- |
| UK Indie Chart | 3               |

## Сертифікації
| Регіон                                                      | Сертифікація | Продажі |
| ----------------------------------------------------------- | ------------ | ------- |
| Велика Британія (BPI)                                       | Срібний      | 200 000 |
| продажі+прослуховування, що базуються лише на сертифікаціях |              |         |